# Hemigrammus ora
Hemigrammus ora är en fiskart som beskrevs av Zarske, Le Bail och Jacques Géry 2006. Hemigrammus ora ingår i släktet Hemigrammus och familjen Characidae. Inga underarter finns listade i Catalogue of Life.